# The Crossing (série télévisée)
Pour les articles homonymes, voir The Crossing.
The Crossing est une série télévisée américaine en onze épisodes de 42 minutes créée par Dan Dworkin et Jay Beattie, diffusée entre le 2 avril et le 9 juin 2018 sur le réseau ABC et en simultané sur le réseau CTV au Canada.
Cette série est inédite dans tous les pays francophones.

## Synopsis
Les réfugiés américains déchirés par la guerre 180 ans dans un futur contrôlé par une société nommée Apex, échouent dans le présent sur la plage de la ville côtière de Port Canaan, en Oregon. Les 47 survivants sont alors placés temporairement dans un camp, dont l'accès et la sécurité est renforcée. Une femme aux pouvoirs surhumains, repêchée plus loin, tente par tous les moyens de retrouver sa fille adoptive humaine.

## Fiche technique
- Titre : The Crossing
- Création : Dan Dworkin et Jay Beattie
- Réalisation :
- Production :
- Production exécutive :
- Société de production :
- Pays d'origine :  États-Unis
- Langue originale : anglais

## Distribution

### Acteurs principaux
- Steve Zahn : Jude Ellis
- Natalie Martinez : Reece
- Sandrine Holt : Agent Emma Ren (épisodes 1 à 4)
- Georgina Haig : Dr Sophie Forbin (épisodes 3 à 11)
- Tommy Bastow (en) : Marshall
- Rob Campbell (en) : Paul
- Rick Gomez : Nestor Rosario
- Marcuis W. Harris : Caleb
- Grant Harvey : Roy Aronson
- Jay Karnes : Craig Lindauer
- Simone Kessell : Rebecca
- Kelley Missal : Hannah
- Luc Roderique : Bryce Foster
- Bailey Skodje : Leah

### Acteurs récurrents et invités
- Melinda McGraw : Dr Greta Pryor (7 épisodes)
- Luke Camilleri : Thomas (6 épisodes)
- Christian Michael Cooper : Oliver Ellis, fils de Jude (5 épisodes)
- Josette Canilao : Naomi (4 épisodes)
- Barbara Eve Harris : Lydia Doyle (4 épisodes)
- Toby Hemingway : Gabe (4 épisodes)
- Alison Wandzura : Amy Ellis, mère d'Oliver (4 épisodes)
- Devielle Johnson : Carter (4 épisodes)
- Tristan Shire : EJ (4 épisodes)
- Shannon Chan-Kent : Claire (3 épisodes)
- Brooke Smith : Diana (3 épisodes)
- Wolé Parks : Martin (3 épisodes)
- Roman Podhora : Kurt Cooper (3 épisodes)
- Michael Antonakos : Greg (3 épisodes)
- Steve Harris : Beaumont (3 épisodes)
- John D'Leo : Will (pilote)

## Production
Le projet a débuté en octobre 2016, et ABC a commandé un pilote à la mi-janvier 2017.
Le casting principal a débuté le mois suivant, dans cet ordre : Sandrine Holt, Steve Zahn et Rob Campbell, Jay Karnes, Simone Kessell et Grant Harvey, Tommy Bastow et John D'Leo, Kelley Missal et Marcuis W. Harris.
Le 11 mai 2017, ABC commande la série pour la mi-saison. En août, Melinda McGraw décroche un rôle récurrent.
Le 11 mai 2018, après six épisodes diffusés, la série est annulée mais en gardant la série à l'horaire. Les deux derniers épisodes ont été diffusés un samedi.

### Tournage
La série a été tournée aux alentours de Vancouver, au Canada, entre juillet et novembre 2017.

## Épisodes
1. titre français inconnu (Pilot)
2. titre français inconnu (A Shadow Out of Time)
3. titre français inconnu (Pax Americana)
4. titre français inconnu (The Face of Oblivion)
5. titre français inconnu (Ten Years Gone)
6. titre français inconnu (LKA)
7. titre français inconnu (Some Dreamers of the Golden Dream)
8. titre français inconnu (The Long Morrow)
9. titre français inconnu (Hope Smiles from the Threshold)
10. titre français inconnu (The Androcles Option)
11. titre français inconnu (These Are the Names)